# 维特贝克
维特贝克（Wittbek）是德国石勒苏益格－荷尔斯泰因州的一个市镇。总面积19.91平方公里，总人口807人，其中男性412人，女性395人（2011年12月31日），人口密度41人/平方公里。